# Wales (Alasca)
Wales é uma cidade localizada no estado americano de Alasca, no Distrito de Nome e a cidade mais próxima do Estreito de Bering nos Estados Unidos, ficando a apenas 86 quilômetros da Rússia.

## Demografia
Segundo o censo americano de 2000, a sua população era de 152 habitantes.
Em 2006, foi estimada uma população de 152, um aumento de 0 (0.0%).

## Geografia
De acordo com o United States Census Bureau, a localidade tem uma área de 7,3 km², sem área coberta por água.

## Localidades na vizinhança
O diagrama seguinte representa as localidades num raio de 96 km ao redor de Wales.